# 川口北郵便局
川口北郵便局（かわぐちきたゆうびんきょく）は埼玉県川口市にある郵便局。民営化前の分類では集配普通郵便局であった。

## 概要
住所：〒333-8799 埼玉県川口市伊刈牛田1032-1

## 沿革
- 1980年（昭和55年）10月6日 - 川口北郵便局として、川口市伊刈に開局[1]。
- 1982年（昭和57年）4月10日 - 風景入通信日付印の使用を開始。
- 1998年（平成10年）9月1日 - 外国通貨の両替および旅行小切手の売買に関する業務取扱を開始。
- 2007年（平成19年）10月1日 - 民営化に伴い、併設された郵便事業川口北支店に一部業務を移管。
- 2012年（平成24年）10月1日 - 日本郵便株式会社発足に伴い、郵便事業川口北支店を川口北郵便局に統合。

## 取扱内容
- 郵便、印紙、ゆうパック、内容証明
- 貯金、為替、振替、振込、国際送金、外貨両替・トラベラーズチェック、国債、投資信託
- 生命保険、バイク自賠責保険、自動車保険、変額年金保険、がん保険、引受条件緩和型医療保険
- ゆうちょ銀行ATM
- 川口市内の一部地域の集配業務(郵便番号が333から始まる区域)
- ゆうゆう窓口

## 周辺
- 川口市立芝スポーツセンター
- 川口市立芝東小学校
- 国道298号
- 藤右衛門川

## アクセス
- JR武蔵野線 東浦和駅から南西へ約2.4km（徒歩約28分）
- 国際興業バス 南浦和駅東口から「南浦55 柳崎循環」伊刈風間地蔵尊停留所もしくは西伊刈停留所下車
- 東京外環自動車道 川口西ICから北にすぐ、川口中央ICから西へ約2.5km
- 駐車場あり：23台